# Karl-Heinz Witzko

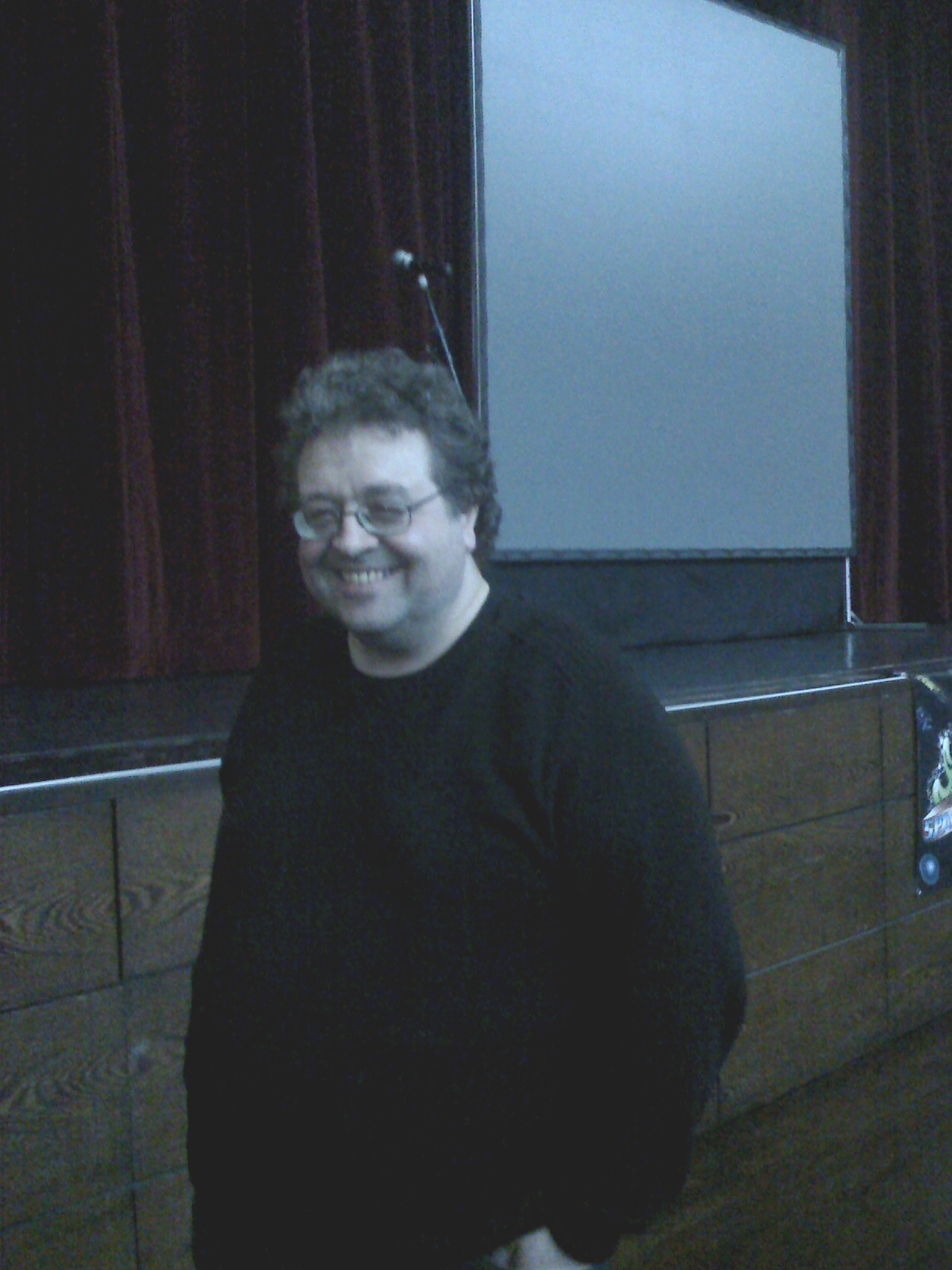
Karl-Heinz Witzko auf dem BuchmesseCon 2009

Karl-Heinz Witzko (* 2. Juli 1953 in Stuttgart; † 29. September 2022) war ein deutscher Roman- und Fantasyautor.

## Leben
Witzko studierte in Dortmund an der dortigen Universität Statistik, Volkswirtschaftslehre und Soziologie und legte sein Diplom bei Eckart Sonnemann ab. Lange Zeit, bis in die Mitte der 1990er Jahre war er als Wissenschaftler in der medizinischen Forschung tätig.
1984 überhäufte er die gerade entstandene Redaktion des größten deutschen Rollenspiels Das Schwarze Auge (DSA) mit Vorschlägen, Abenteuerentwürfen und Szenarios. Ulrich Kiesow, der geistige Vater der aventurischen Spielewelt stellte ihn prompt ein. Von da an entwickelte er das Rollenspiel innerhalb des Redaktionskollektivs entscheidend mit. Er lebte in Bremen. Nachdem er einige Zeit lang zusammen mit Bernhard Hennen, Hadmar von Wieser und Thomas Finn an den Romanen um die fantastische Gezeitenwelt gearbeitet hatte, ruht die Reihe derzeit. Seine Werke zu DSA spielten bevorzugt auf der Insel „Maraskan“, die er auch ausgiebig in den Spielhilfen beschrieb.
Witzko wurde auf dem Riensberger Friedhof in Bremen bestattet.

## Werke

### Das Schwarze Auge
Romane
- 1996 – Treibgut – ISBN 3-453-09496-4
- 1996 – Spuren im Schnee – ISBN 3-453-11933-9
- 2000 – Seelenfrieden (Kurzgeschichte) in: Gassengeschichten – ISBN 3-453-17233-7
- 2002 – Westwärts, Geschuppte! – ISBN 3-453-19631-7

Rollenspielabenteuer
- Am Rande der Nacht
- Auf der Suche nach einem Kaiser
- Die Ungeschlagenen
- Jenseits des Lichts – ISBN 3-890-64351-5
- Straßenballade

Das Leben König Dajins in Vergangenheit und Gegenwart
- 1998 – Tod eines Königs – ISBN 3-453-14029-X
- 1999 – Die beiden Herrscher – ISBN 3-453-16223-4
- 2000 – Die Königslarve – ISBN 3-453-16242-0

### Magus Magellans Gezeitenwelt
(als Magus Magellan mit Hadmar von Wieser, Thomas Finn und Bernhard Hennen)
- 2004 – Das Traumbeben – ISBN 3-492-70053-5
- 2004 – Das Geheimnis der Gezeitenwelt – ISBN 3-492-26566-9

### Sonstige Romane
- 2007 – Die Kobolde. ISBN 3-492-70127-2
- 2007 – Dicke, rote Männer (Kurzgeschichte) in: Das Fest der Zwerge. ISBN 3-492-26648-7
- 2008 – König der Kobolde. ISBN 3-492-70158-2
- 2009 – Dämon wider Willen. ISBN 3-492-29178-3
- 2012 – Der Scherge des Dunklen Herrn (Kurzgeschichte) in: Tolkiens größte Helden – Wie die Hobbits die Welt eroberten. ISBN 3-453-31409-3
- 2016 – In einem anderen Leben (Kurzgeschichte) in: Ungeziefer. ISBN 3-940-03637-4
- 2016 – Blut der Götter. ISBN 978-3-492-70319-2